# Slorhum
Slorhum ist ein Stadtteil der osttimoresischen Stadt Aileu (Verwaltungsamt Aileu, Gemeinde Aileu).

## Geographie
Slorhum bildet den äußersten Südwesten der Gemeindehauptstadt Aileu, im Nordosten der Aldeia Kabasfatin (Suco Seloi Malere). Nordöstlich befindet sich der Stadtteil Kabasfatin. Im Osten steigt ein Hügel aus der Flussebene an, in der die Stadt liegt.